# Mitrov (hrad)
Mitrov je zřícenina hradu, která leží 2 km jihovýchodně od městečka Strážek, v okrese Žďár nad Sázavou.

## Historie
Hrad byl vybudován v 80. letech 13. století potomky Demetera z Bukové nad říčkou Bobrůvkou (Loučkou). První písemná zmínka se váže k roku 1358, kdy je zmiňován Bohuslav z Mitrova, který pocházel z rodu pánů z Víckova. Ten jej o 7 let později postoupil markraběti Janovi. Bohuslav ale nevlastnil Mitrov celý, část patřila Vaňkovi z Potštejna, který svou část postoupil markraběti stejného roku jako Bohuslav. Roku 1398 je zmiňován jakýsi Dobeš z Mitrova, který byl nejspíše purkrabím, protože hrad byl zeměpanským do roku 1407. V tomto roce jej markrabě Jošt daroval Hlaváčkovi z Ronova, který se poté začal psát Hlaváčkem z Mitrova. Ten jej v roce 1415 postoupil Vilému z Pernštejna, ale podle hradu Mitrov se píše ještě v roce 1433. Do roku 1588 jej majitelé opustili a hrad je uváděn jako pustý. O rok později jej Jan z Pernštejna zastavil Matyáši Žalkovskému ze Žalkovic. Ale Jan svůj dluh nesplácel a tak po smrti Matyáše hrad získal Václav Žalkovský ze Žalkovic. V roce 1618 byl hrad s většinou přilehlého panství odkoupen Jindřichem Mitrovským z Nemyšle, který však krátce poté (v roce 1623) o majetek při konfiskaci přišel. Podle pověsti se sem tajně vrátil zemřít. Mitrov koupil Šimon Kratzer ze Schönsperku, který jej obratem prodal Hanuši Jakubu Magnášovi, zv. Bergamosco.

## Přístupnost
Areál hradu stojícího nad zákrutem řeky Bobrůvkou je napojen krátkou odbočkou na modře značenou turistickou trasu spojující Strážek a Habří. Stejným místem prochází silniční komunikace vedoucí ze vsi Mitrov do rekreačního areálu Podmitrov.